# 명목국민소득
명목국민소득(名目國民所得) 또는 화폐국민소득은 생산, 분배, 지출의 3면으로 된 국민소득을 측정 연도의 가격 수준으로 나타낸 것을 가리키는 단어이다. 